# Вальдемар Вінтер
Вальдемар Вінтер (нім. Waldemar Winther; 12 червня 1897, Гіссен — 6 квітня 1983, Бремен) — німецький військово-морський діяч, контрадмірал крігсмаріне.

## Біографія
7 квітня 1915 року вступив добровольцем у ВМС. Учасник Першої світової війни. Служив на лінійному кораблі «Король Альберт» (серпень 1915 — вересень 1918). Закінчив навігаційні курси в Мюрвіку (1918). Після демобілізації армії залишений на флоті, служив у частинах берегової оборони. З 16 грудня 1921 року — офіцер зв'язку ВМС в Штальзунді, з 6 квітня 1923 року — прапор-лейтенант штабу командувача ВМС на Балтиці. З 15 жовтня 1923 року — вахтовий офіцер на лінійному кораблі «Ганновер», з 1 квітня 1925 року — ад'ютант військово-морських верфей у Вільгельмсгафені. З 1 березня 1927 року — командир тендера М-134. З 26 вересня 1928 року — вахтовий офіцер на крейсері «Емден», з 26 вересня 1930 року — інструктор військово-морського училища в Мюрвіку. 14 червня 1932 року призначений офіцером зв'язку ВМС при штабі 2-го військового округу, а 2 березня 1934 року переведений в Імперське військове міністерство. З 30 вересня 1935 року — навігаційний офіцер на крейсері «Кельн», з 27 жовтня 1937 року — 1-й ад'ютант штабу військово-морської станції «Нордзе». З 26 вересня 1942 року — командиром легкого крейсера «Лейпциг», з 24 лютого 1943 року — 1-ї дивізії охорони. З 17 квітня 1944 року — начальник військово-морського училища в Мюрвіку. З 25 вересня 1944 року — останній інспектор військово-морських навчальних закладів крігсмаріне. 22 липня 1945 року інтернований союзниками. 17 квітня 1947 року звільнений.

## Звання
- Боцмансмат (1 листопада 1915)
- Фенріх-цур-зее (24 грудня 1915)
- Лейтенант-цур-зее (17 червня 1917)
- Оберлейтенант-цур-зее (10 січня 1921)
- Капітан-лейтенант (1 січня 1928)
- Корветтен-капітан (1 жовтня 1934)
- Фрегаттен-капітан (1 жовтня 1937)
- Капітан-цур-зее (1 листопада 1939)
- Контрадмірал (1 квітня 1943)

## Нагороди
- Залізний хрест 2-го класу (12 грудня 1917)
- Медаль «За відвагу» (Гессен) (6 серпня 1918)
- Сілезький Орел 2-го і 1-го ступеня (3 лютого 1920) — отримав 2 нагороди однчасно.
- Почесний хрест ветерана війни з мечами (7 листопада 1934)
- Медаль «За вислугу років у Вермахті» 4-го, 3-го і 2-го класу (18 років; 2 жовтня 1936) — отримав 3 нагороди одночасно.
- Медаль «За Іспанську кампанію» (Іспанія)
- Іспанський хрест в сріблі (6 червня 1939)
- Хрест Воєнних заслуг
  - 2-го класу з мечами (25 вересня 1940)
  - 1-го класу з мечами (30 січня 1942)
- Застібка до Залізного хреста 2-го класу (13 жовтня 1943)
- Залізний хрест 1-го класу (17 бенезня 1944)